# 12 Herzen für Charly
12 Herzen für Charly ist ein 1949 entstandener deutscher Spielfilm mit Willy Fritsch in einer Doppelrolle.

## Handlung
Dr. Wolfgang Amadeus Wagenbichler und sein Bruder Charly wurden bei der Geburt voneinander getrennt. Während Charly als Jazzmusiker in den Vereinigten Staaten Karriere machte, unterrichtet Wolfgang Amadeus, dank seines Namens geradezu prädestiniert, die klassische Musik zu lieben, u. a. als Musikpädagoge an einem entsprechenden Institut in Westdeutschland. Wolfgang hat sich in eine Lehrerin verliebt, die wie er an einer Haushaltungsschule arbeitet. Eines Tages kehrt sein totgeglaubter Zwillingsbruder Charly als Mitglied einer Jazzkapelle der United Nations Relief and Rehabilitation Administration zurück ins deutsche Städtchen. Beide Männer sind von ihrem Spiegelbild überrascht, bemerken aber trotz unterschiedlicher Sozialisation – Wolfgang ist ein durch und durch seriös-steifer Deutscher, Charly eher der von Frauen umschwärmte Luftikus – rasch Gemeinsamkeiten.
Beide Brüder überlegen sich, wie es wohl wäre, zeitweilig das Leben des anderen zu führen und entscheiden sich aus Spaß an der Freude für einen Rollentausch. Als Bandleader einer Jazzcombo fliegen Charly die Herzen der Damenwelt nur so zu während der ernsthafte und gesetzte Wolfgang eine Dienstreise unternimmt. Eines Tages taucht eine zwielichtige Bekannte Charlys auf, die dem Jazz spielenden Luftikus ihre Tochter als sein eigen Fleisch und Blut unterjubeln will und darauf hofft, von dem schmucken GI-Musiker geheiratet und anschließend in die USA mitgenommen zu werden. Dadurch kommt es zwischen den beiden Brüdern zu allerlei Verwicklungen, die jedoch am Ende des Films harmonisch aufgelöst werden. Während Wolfgang seine Lehrerin in die Arme schließt, findet auch Charly in Good Old Germany eine Frau fürs Leben.

## Produktionsnotizen
12 Herzen für Charly entstand im Winter 1948/49 im Filmatelier Göttingen, in Göttingen und Umgebung und passierte die alliierte Militärzensur im April 1949. Die Uraufführung fand am 6. Mai 1949 in Düsseldorf statt, die Berliner Premiere war am 16. September desselben Jahres.
Alfred Bittins und Felix Kleinau übernahmen die Produktionsleitung. Hans Luigi schuf die Filmbauten. Conny Carstennsen war Aufnahmeleiter. Der aufgrund seiner Tätigkeit als filmmusikalischer Kompositionspropagandist des Dritten Reichs schlecht beleumundete Norbert Schultze verwandte hier wie bei anderen Produktionen der frühen Nachkriegszeit das Pseudonym Peter Kornfeld.

## Rezeption
„In der Rückschau auf das Filmschaffen des Schauspielers ist die Doppelrolle in dem heute unbedeutenden Film „12 Herzen für Charly“ symptomatisch für den Charakterwechsel Willy Fritschs. Ein letztes Mal spielt der mittlerweile Achtundvierzigjährige hier den fröhlich-frechen Charmeur, dem alle Herzen zufliegen, verkörpert in demselben Film jedoch auch den Part des ernsthaften, gereiften Mannes, der notfalls Verzicht üben wird.“